# Mai Hoa Hồng Đào
Mai Hoa Hồng Đào (tiếng Anh: Mr. & Mrs. Chen) là một bộ phim truyền hình hiện đại về chủ đề chiến tranh điệp viên được quay ở Trung Quốc đại lục vào năm 2022 , bộ phim do Tiêu Vinh Lượng đạo diễn, với Hải Phi là tổng biên, Nghê Học Lễ là biên kịch , với sự tham gia của Quan Hiểu Đồng và Hàn Đông Quân diễn chính, Điền Lôi, Lục Tứ Trinh, Tưởng Nghị,  Vương Tú Trúc và Lưu Hải Khoan, với Đàm Khải, Trương Manh, Triệu Dịch Hoan cùng tham gia với vai trò khách mời , được phát sóng trên Đông Phương TV và Bắc Kinh TV ngày 11 tháng 10 năm 2023, đồng thời sẽ được phát sóng đồng thời trên Tencent Video và iQiyi .
Bộ phim kể về đôi tình nhân cũ Tả Song Đào và Trần Gia Bình bất ngờ đoàn tụ, giành lại tình yêu và cùng theo đuổi niềm tin .

## Nội dung
Năm 1940 tại Thượng Hải, trong nhiệm vụ mang mã "Mai Hoa Tứ" của Đảng Cộng sản Trung Quốc, thành viên ngầm Trần Gia Bình đối mặt với nguy cơ tiết lộ bản thân khi đột nhiên gặp lại tình yêu đầu đời của mình, cô bạn gái ngày xưa Tả Song Đào. Lúc này, Tả Song Đào đã trở thành một đặc công của Quân đội Quốc dân Trung Quốc và đang cố gắng tìm cách thoát khỏi tình huống khó khăn sau khi thất bại trong một nhiệm vụ ám sát. Hai người không biết về danh tính đặc công của nhau và chỉ dựa vào sự hiểu biết sâu sắc từ quá khứ để đối phó với cuộc kiểm tra nghiêm ngặt của người Nhật, cuối cùng họ đã vượt qua khỏi tình huống gian nan dưới danh nghĩa là một cặp đôi tình nhân.Bất ngờ, người Nhật ép buộc họ kết hôn do nghi ngờ về mối quan hệ giả mạo giữa họ. Lúc này, Tả Song Đào cũng đã tự mình tiến vào làm việc tại một công ty thương mại. Từ đó, Trần Gia Bình phải vừa thực hiện nhiệm vụ vừa đối mặt với nguy cơ tiết lộ danh tính, đồng thời cố gắng tìm hiểu thêm về danh tính thật sự của Tả Song Đào. Cuộc chiến đấu trở nên ngày càng khốc liệt, và cuối cùng, Trần Gia Bình phát hiện ra rằng Tả Song Đào chính là đặc công của Quân đội Quốc dân Trung Quốc với biệt danh "Hồng Đào Ngữ", còn Tả Song Đào cũng khám phá ra rằng Trần Gia Bình là đặc công của Đảng Cộng sản Trung Quốc với biệt danh "Mai Hoa Tứ". Sau khi hiểu rõ hơn về tư tưởng và đóng góp của nhau trong cuộc chiến tranh chống Nhật Bản, dưới sự tác động của niềm tin vào chủ nghĩa cộng sản, họ cuối cùng quyết định cùng nhau chiến đấu. Họ trải qua nhiều thử thách khó khăn dưới sự hướng dẫn của tổ chức Đảng và cùng nhau bắt đầu một hành trình mới .

## Diễn viên

### Diễn viên chính
| Diễn viên      | Vai           | Miêu Tả | Ghi chú     |
| Quan Hiểu Đồng | Tả Song Đào   | Với mật danh là "Hồng Đào Ngũ", cô là một đặc vụ quân sự với sự quyến rũ và nhiều hành động táo bạo. Cô và Trần Gia Bình từng là người yêu của nhau, nhưng đáng tiếc họ đã bỏ lỡ vì Trần Gia Bình đang đi làm nhiệm vụ. Sau khi hai người đoàn tụ, họ đã dàn dựng một vở kịch cặp đôi để ngăn chặn kẻ thù của họ nghi ngờ lẫn nhau. Họ che giấu sự thật và sai lầm, và cùng nhau bước đi trong làn khói âm mưu.                      | [ 1 ] [ 6 ] |
| Hàn Đông Quân  | Trần Gia Bình | Với mật danh "Mai Hoa Tứ", anh là một thành viên ngầm của Đảng Cộng sản Trung Quốc, "người hai mặt",được coi là “bạn tâm giao lớn nhất” của La Quán Quần, đang ẩn nấp trong Công ty Thương mại, thực chất là một cơ quan gián điệp trực thuộc Bộ chỉ huy Quân cảnh Nhật Bản ở Thượng Hải và trạm tình báo Hỗ Tây Nhật Bản. Bề ngoài, anh có vẻ phóng khoáng và vô tư nhưng bên trong, anh là một thanh niên cách mạng đầy quyết tâm. | [ 1 ] [ 6 ] |

### Diễn viên khác
| Diễn viên        | Vai                 | Miêu Tả | Ghi chú       |
| Điền Lôi         | Triệu An            | Phó giám đốc Trạm tình báo Tây Tê và đội trưởng đội hành động của Bộ chỉ huy Cảnh sát Quân sự Nhật Bản tại Thượng Hải coi người Nhật là những nhà lãnh đạo cấp trên. Ngay từ khi bắt giữ các nghi phạm tại đồn, anh ta đã nghi ngờ về danh tính thực sự của Trần Gia Bình và Tả Song Đào, và dùng mọi cách để thẩm vấn họ một cách nghiêm khắc trong phòng thẩm vấn, ngoại trừ hình phạt. Sau đó, hắn bí mật bố trí nhân sự theo dõi nam nữ chính trong thời gian dài. |               |
| Lục Tứ Trinh     | Hàn Lộ              | Hàn Lộ là một diễn viên điện ảnh nổi tiếng. Trần Gia Bình cũng xem những bộ phim có sự tham gia của cô. Khi Hàn Lô bị trúng đạn lạc ở nhà ga, chính Trần Gia Bình đã đưa cô lên xe và đưa cô đến bệnh viện để điều trị. Cuối cùng, để giải cứu Trần Gia Bình, cô đã đồng ý kết hôn với một người Nhật như một chiến thuật để cứu đồng bào của mình. |               |
| Tưởng Nghị       | La Quán Quần        | Lãnh đạo cao nhất của công ty thương mại, Trần Gia Bình đã lẻn vào công ty thương mại thành công và cứu mạng anh ta. Anh ta không chỉ bị vợ lừa dối mà còn là một kẻ rỗng tuếch bị cấp dưới âm mưu chống lại. Dùng từ ngữ trong trò chơi để miêu tả, anh ta là loại người phát triển một cách tục tĩu, lười biếng đến cùng nhưng cuối cùng lại bị Tiến Thành Nhất giết chết.                                                                                           |               |
| Vương Tú Trúc    | Lư Phương Phương    | Là người quản lý Văn phòng Lưu trữ Mật và kế toán của Văn phòng Tài chính. Lư Phương Phương rất thích Trần Gia Bình nên cô ấy không có thiện cảm tốt với Tả Song Đào. Thân phận thực sự của Lư Phương Phương cũng là một đảng viên ngầm, mật danh là "Anh Vũ". Cuối cùng, cô ấy đã chết để cứu Trần Gia Bình. |               |
| Lưu Hải Khoan    | Lưu Ngũ Thường      | Anh ta là huấn luyện viên trưởng của trại huấn luyện đặc vụ Quốc dân đảng, anh ta không chỉ có thể trực tiếp tiêu diệt kẻ thù mà còn có thể giành chiến thắng từ xa hàng ngàn dặm. Những đặc vụ được anh đào tạo đều là những người giỏi nhất trong số những người giỏi nhất. | [ 7 ]         |
| Đàm Khải         | lão Lộ              | Thành viên Trung Cộng Thượng Hải | [ 8 ]         |
| Trương Manh      | Thôi Mẫn            | Thành viên Trung Cộng, Người liên lạc ngầm với Trần Gia Bình | [ 9 ]         |
| Triệu Dịch Hoan  | Trương Thục Vân     | Vợ của La Quán Quần | [ 10 ]        |
| Lý Nghệ          | Hideaki Fujita      | Bảo vệ và lái xe của Yamashita Takeo | [ 11 ]        |
| Nhan An          | Tiểu Hổ             | |               |
| Cảnh Nghệ Triển  | Đại Hiên            | |               |
| Hạ Duệ           | Chàng trai đeo kính | |               |
| Vương Chí Cương  | Đại nhân vật        | |               |
| Vương Tinh Thần  | Độc nhãn long       | |               |
| Tưởng Trung Vĩ   | Tiền Tú Tài         | Tên thật là Tiền Thành Nhất, là một người gác cửa không hề đơn giản | [ 12 ]        |
| Chu Tĩnh         | Phùng Thất          | Người của Triệu An | [ 13 ]        |
| Nghệ Đông        | Phương Hoành Nam    | | [ 14 ] [ 15 ] |
| Lý Tiến Vinh     | Yamashita Takeo     | Chỉ huy trường trung học đặc biệt Nhật Bản | [ 14 ] [ 15 ] |
| Dương Đức Dân    | Kimura Kenzo        | |               |
| Trương Bác Chi   | Nhị Bá Đao          | | [ 16 ]        |
| Trương Thư Luân  | Trần Thụ Can        | Người của Triệu An |               |
| Du Khánh         | Đại Mã Chước        | |               |
| Triệu Hoa Vị     | Cao Phóng           | Thích Tả Song Đào | [ 17 ]        |
| Ông Hồng         | Trịnh Vũ Mai        | Vợ củ Vu Thiện Nhân, chủ tịch Phòng Thương mại và là dì của Tả Song Đào | [ 18 ]        |
| Cát Nhã Húc      | Tiểu Quế            | |               |
| Cát Tứ           | chú Hải             | | [ 19 ]        |
| Hoài Văn         | Lưu Thành           | | [ 20 ]        |
| Nhan Thế Khôi    | Vu Thiện Nhân       | Vu Thiện Nhân, chủ tịch Phòng Thương mại | [ 21 ]        |
| Scotty Bob Cox   | Clement             | |               |
| Trương Hạo Thiên | Khương Triệu Quốc   | | [ 22 ]        |
| Triệu Phi        | Thái Hồng Lăng      | Vũ Công, giáo viên khiêu vũ của Tả Song Đào | [ 23 ]        |
| Dương Trí Địch   | vợ lão Lộ           | |               |
| Thị Tuyên Như    | Chu Thanh Phương    | Đặc vụ quân sự | [ 24 ]        |
| Mã Đinh          | Lữ Oánh             | | [ 25 ]        |
| Tôn Vân          | Lưu Xuyên           | Chuyên gia chất nổ |               |
| Thôi Nhất Phàm   | Kenzo Tomiyasu      | |               |
| Hầu Khải Văn     | Tiền Thời Anh       | |               |
| Lý Mộng Nam      | Tam Tử              | |               |
| Lê Mẫn           | y tá Dược           | |               |

## Rating
| Bắc Kinh TV Rating theo CVB | Bắc Kinh TV Rating theo CVB | Bắc Kinh TV Rating theo CVB | Bắc Kinh TV Rating theo CVB | Bắc Kinh TV Rating theo CVB |
| Tập                         | Ngày                        | Rating %                    | Rating share %              | Ghi chú                     |
| --------------------------- | --------------------------- | --------------------------- | --------------------------- | --------------------------- |
| 1-2                         | 11 tháng 10 năm 2023        | 0,495                       |                             | [ 26 ]                      |
| 3-4                         | 12 tháng 10 năm 2023        | 0,502                       |                             | [ 26 ]                      |
| 5                           | 13 tháng 10 năm 2023        | 0,474                       |                             | [ 26 ]                      |
| 6-7                         | 14 tháng 10 năm 2023        | 0,514                       |                             | [ 26 ]                      |
| 8-10                        | 16 tháng 10 năm 2023        | 0,391                       |                             | [ 26 ]                      |
| 11-12                       | 17 tháng 10 năm 2023        | 0,438                       |                             | [ 26 ]                      |
| 13-14                       | 18 tháng 10 năm 2023        | 0,500                       |                             | [ 26 ]                      |
| 15-16                       | 19 tháng 10 năm 2023        | 0,486                       |                             | [ 26 ]                      |
| 17                          | 20 tháng 10 năm 2023        | 0,510                       |                             | [ 26 ]                      |
| 18                          | 21 tháng 10 năm 2023        | 0,483                       |                             | [ 26 ]                      |
| 19-20                       | 22 tháng 10 năm 2023        | 0,450                       |                             | [ 26 ]                      |
| 21-22                       | 23 tháng 10 năm 2023        | 0,492                       |                             | [ 26 ]                      |
| 23-24                       | 24 tháng 10 năm 2023        | 0,517                       |                             | [ 26 ]                      |
| 25-26                       | 25 tháng 10 năm 2023        | 0,488                       |                             | [ 26 ]                      |
| 27-28                       | 26 tháng 10 năm 2023        | 0,513                       |                             | [ 26 ]                      |
| 29                          | 27 tháng 10 năm 2023        | 0,528                       |                             | [ 26 ]                      |
| 30                          | 28 tháng 10 năm 2023        | 0,503                       |                             | [ 26 ]                      |
| 31-32                       | 29 tháng 10 năm 2023        | 0,560                       |                             | [ 26 ]                      |
|                             | Trung bình                  | 0,494                       |                             |                             |

| Đông Phương Rating theo CVB | Đông Phương Rating theo CVB | Đông Phương Rating theo CVB | Đông Phương Rating theo CVB | Đông Phương Rating theo CVB |
| Tập                         | Ngày                        | Rating %                    | Rating share %              | Ghi chú                     |
| --------------------------- | --------------------------- | --------------------------- | --------------------------- | --------------------------- |
| 1-2                         | 11 tháng 10 năm 2023        | 0,546                       |                             | [ 26 ]                      |
| 3-4                         | 12 tháng 10 năm 2023        | 0,582                       |                             | [ 26 ]                      |
| 5                           | 13 tháng 10 năm 2023        | 0,559                       |                             | [ 26 ]                      |
| 6                           | 14 tháng 10 năm 2023        | 0,525                       |                             | [ 26 ]                      |
| 7-8                         | 15 tháng 10 năm 2023        | 0,740                       |                             | [ 26 ]                      |
| 9-10                        | 16 tháng 10 năm 2023        | 0,644                       |                             | [ 26 ]                      |
| 11-12                       | 17 tháng 10 năm 2023        | 0,645                       |                             | [ 26 ]                      |
| 13-14                       | 18 tháng 10 năm 2023        | 0,669                       |                             | [ 26 ]                      |
| 15-16                       | 19 tháng 10 năm 2023        | 0,630                       |                             | [ 26 ]                      |
| 17                          | 20 tháng 10 năm 2023        | 0,618                       |                             | [ 26 ]                      |
| 18                          | 21 tháng 10 năm 2023        | 0,581                       |                             | [ 26 ]                      |
| 19-20                       | 22 tháng 10 năm 2023        | 0,554                       |                             | [ 26 ]                      |
| 21-22                       | 23 tháng 10 năm 2023        | 0,627                       |                             | [ 26 ]                      |
| 23-24                       | 24 tháng 10 năm 2023        | 0,639                       |                             | [ 26 ]                      |
| 25-26                       | 25 tháng 10 năm 2023        | 0,646                       |                             | [ 26 ]                      |
| 27-28                       | 26 tháng 10 năm 2023        | 0,643                       |                             | [ 26 ]                      |
| 29                          | 27 tháng 10 năm 2023        | 0,682                       |                             | [ 26 ]                      |
| 30                          | 28 tháng 10 năm 2023        | 0,678                       |                             | [ 26 ]                      |
| 31-32                       | 29 tháng 10 năm 2023        | 0,787                       |                             | [ 26 ]                      |
|                             | Trung bình                  | 0,623                       |                             |                             |

## Giải thưởng
| Năm  | Giải thưởng                                              | Hạng mục                                       | Đề cử cho      | Kết quả   |
| ---- | -------------------------------------------------------- | ---------------------------------------------- | -------------- | --------- |
| 2024 | Lễ trao giải phim truyền hình chất lượng Trung Quốc 2024 | Ngôi sao kịch nghệ sáng tạo chất lượng của năm | Quan Hiểu Đồng | Đoạt giải |